# TOWING
株式会社TOWING（トーウィング）は、日本のアグリテック系スタートアップ企業であり、土壌改良技術や人工土壌の開発を通じて、環境負荷の少ない農業の実現を目指している。
名古屋大学発のベンチャー企業として設立され、宇宙農業への応用も視野に入れた人工土壌「TOWING SOIL」や、植物工場・乾燥地向けの栽培基盤など、再生型農業に資する各種ソリューションを展開している。
同社は、農林水産省やJAXAとの連携のほか、国内外のアグリテック関連展示会やプロジェクトにも参加している。

## 事業内容
- 宙炭（そらたん）の製造・販売、導入支援（農地散布向け及び、苗用の培土向け）
- 宙炭の利用量に応じた、カーボンクレジットの代理取得・販売
- 宙炭を利用して生産した作物の販売

## 掲載
- 読売新聞朝刊（2024/9/12）にて、東海地方で活動するスタートアップとして掲載[1]
- 日本政策金融公庫[2]